# Nausithoe limpida
Nausithoe limpida är en manetart som beskrevs av Gustav Hartlaub 1909. Nausithoe limpida ingår i släktet Nausithoe och familjen Nausithoidae. Inga underarter finns listade i Catalogue of Life.